# Grindylow
Il grindylow è una creatura del folclore anglosassone, originaria della contea dello Yorkshire. 
Si tratta di una versione locale dell'uomo nero, usata soprattutto per tenere lontano i bambini da specchi d'acqua o paludi potenzialmente pericolose. Il grindylow è infatti rappresentato come una creatura acquatica color fango, con grandi occhi gialli e lunghi tentacoli, con i quali afferra gli sventurati che si avventurano troppo vicino alle pozze d'acqua dove vive.
Una leggenda affine, originaria della vicina regione del Lancashire, è quella di Jenny Dentiverdi. 
Lo scrittore di fantasy China Miéville ha descritto, nei romanzi ambientati nel mondo immaginario del Bas-Lag, una versione particolarmente potente e crudele di questi esseri. Creature con lo stesso nome sono presenti anche nella saga di Harry Potter; in italiano il loro nome è stato tradotto con avvincini.